# Juan de Ávila (escultor)
Juan de Ávila (Valladolid, 7 de enero de 1652 - 27 de octubre de 1702) fue un escultor español que perteneció a la Escuela vallisoletana de finales del siglo XVII. 
Entre sus hijos se encuentran Manuel, recibido en la cofradía del Nazareno en 1704, y Pedro, casado con María Lorenza de la Peña, hija del escultor Juan Antonio de la Peña.
Sus modelos, al igual que los de la mayoría de escultores la época de la escuela castellana provienen de Gregorio Fernández. Tuvo por maestro a Francisco Díez de Tudanca, un escultor que imitaba a Gregorio Fernández en la generación posterior a la muerte del maestro Fernández.

## Obras

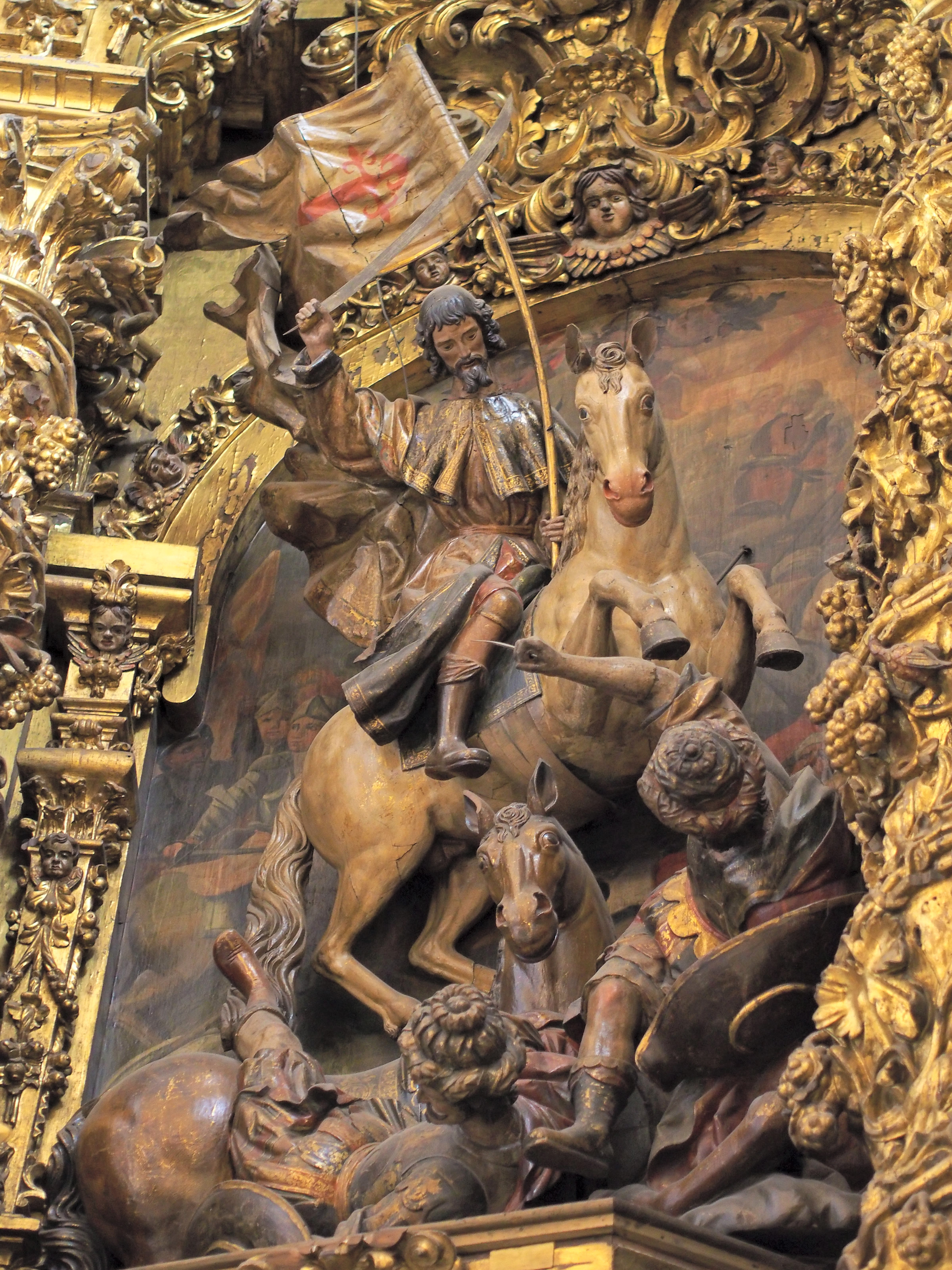
Estatua ecuestre de Santiago Matamoros, en la iglesia de Santiago Apóstol de Valladolid.

Su obra más representativa es el conjunto de escultura del retablo mayor de la iglesia de Santiago Apóstol de Valladolid, entre las que destaca la imagen ecuestre de Santiago Matamoros y la Virgen del Pilar.
- c. 1680. Paso procesional Preparativos para la Crucifixión, conservado en el Museo Nacional de Escultura y que procesiona en Valladolid la Cofradía Penitencial del Santísimo Cristo Despojado, Cristo Camino del Calvario y Nuestra Señora de la Amargura[1]
- 1697. Escultura del retablo mayor del desaparecido convento y hospital de San Juan de Dios de Valladolid, realizado por Juan Correas, Alonso Manzano y Bernardo Carvajal.[2]
- 1698. Imágenes de San Isidro Labrador y Santa María de la Cabeza para la ermita de San Isidro Labrador de Valladolid.[1]
- 1699. Imagen de San Francisco de Sales y dos historias más para el Oratorio de San Felipe Neri.[1]